# Aultmore

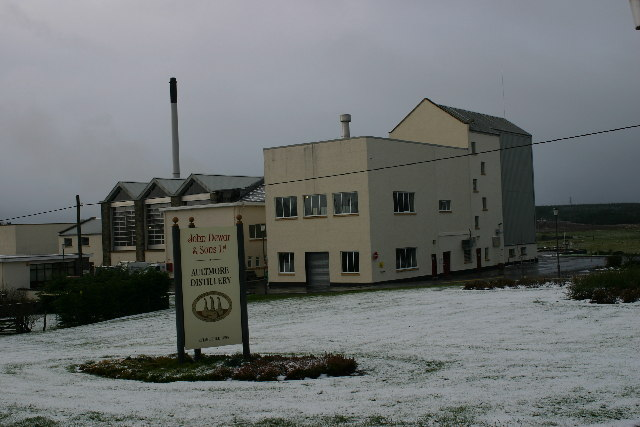
De distilleerderij

Aultmore is een whiskystokerij in Keith (Banffshire), die een gelijknamige single malt whisky produceert. De naam van Aultmore is afgeleid van An t-Allt Mòr, Schots-Gaelisch voor grote beek, een verwijzing naar de watervoorziening van de whisky, de Auchinderran burn.
Aultmore is gesticht in 1895 door Alexander Edward, die op dat moment ook de distilleerderij Benrinnes bezat. In eerste instantie werd de stokerij aangedreven door een waterrad, maar al snel is Aultmore overgegaan op het gebruik van een stoommachine. De stoommachine is 70 jaar continu in gebruik geweest afgezien van tijd voor onderhoud. Tijdens onderhoud werd teruggevallen op het waterrad dat verder niet meer gebruikt werd. Deze stoommachine is nu tentoongesteld op de distilleerderij. In 1898 was er een uitbreiding van de stokerij, die de productie verdubbelde.
In 1899 was Aultmore eigendom van Pattisons, dat in dat jaar failliet ging. De productie liep terug naar nul, en de stokerij werd gesloten. In 1904 ging Aultmore weer open, maar moest weer sluiten door de graantekorten van de Eerste Wereldoorlog.
Na de Eerste Wereldoorlog ging de stokerij weer open en werd zij gekocht door John Dewar & Sons in 1923. Kort daarna, in 1925, nam Distiller Company Aultmore over van John Dewar & Sons. In 1930 ging Aultmore weer van de hand, deze keer naar Scottish Malt Distillers.
De stokerij was een van de eerste toen ze in de jaren 50 begonnen met het gebruik van de draf als veevoer.
De distilleerderij sloot de moutvloeren in 1968, en twee jaar later, in 1970 werd Aultmore volledig gerenoveerd. Er werden twee nieuwe ketels naast de oude geplaatst, en in 1971 kon Aultmore weer open.
In 1998 kwam Aultmore weer terug bij John Dewar & Sons, ook al eigenaar tussen 1923 en 1925, dat inmiddels onderdeel geworden was van Bacardi. De eerste officiële botteling van Aultmore, een twaalf jaar oude whisky, kwam uit in 2004. Daarvoor waren al een semiofficiële botteling uitgebracht in de Flora and Fauna serie, en een Rare Malts collection uitgave.